# Montgibaud
Montgibaud (Mont Gibaud en occitan) est une commune française située dans le département de la Corrèze en région Nouvelle-Aquitaine. Son nom vient de Gibaud, nom de personne germanique (Gib-wald). Pour certains, il s'expliquerait par la forme gibbeuse de la colline.

## Géographie

### Localisation
Montgibaud est située dans le Massif central à proximité de Lubersac et de Meuzac, non loin de l'autoroute A20. C'est une commune limitrophe avec le département de la Haute-Vienne.

### Communes limitrophes
|                                 | Meuzac (Haute-Vienne) |         |
| Coussac-Bonneval (Haute-Vienne) | Montgibaud            | Benayes |
|                                 | Lubersac              |         |

### Hydrographie
Le ruisseau de la Boucheuse après avoir traversé le territoire de la commune de Meuzac alimente l'étang de Cherchaud. Cet étang est une retenue d'eau, la plus ancienne connue dans les environs, l'étang est déjà cité dans les cartulaires de l'abbaye de Vigeois au XIIe siècle, il est possédé en indivis par les maîtres du Castrum de Bré, les Breno et leurs miles. À la suite de donations à l'abbaye d'Aureil, l'étang de Cherchaud était une possession du prieuré-cure de Montgibaud. Au XVIIIe siècle, la retenue d'eau permettait d'actionner les soufflets d'une forge. La Boucheuse à cet endroit traverse un val profond surmonté à la sortie de l'étang par des collines à pic. La Boucheuse et l'étang sont entourés de puys aux sommets arrondis sur lesquels sont construits des petits villages existants au XIIe siècle.

### Climat
Pour des articles plus généraux, voir Climat de la Nouvelle-Aquitaine et Climat de la Corrèze.
Historiquement, la commune est dans une zone de transition entre les climats océaniques aquitain et limousin.  
En 2020, Météo-France publie une typologie des climats de la France métropolitaine dans laquelle la commune est dans une zone de transition entre le climat océanique altéré et le climat de montagne et est dans la région climatique  Ouest et nord-ouest du Massif Central, caractérisée par une pluviométrie annuelle de 900 à 1 500 mm, maximale en automne et en hiver.
Pour la période 1971-2000, la température annuelle moyenne est de 10,9 °C, avec une amplitude thermique annuelle de 14,8 °C. Le cumul annuel moyen de précipitations est de 1 185 mm, avec 13,2 jours de précipitations en janvier et 7,9 jours en juillet. Pour la période 1991-2020, la température moyenne annuelle observée sur la station météorologique la plus proche, située sur la commune de Lubersac à 9 km à vol d'oiseau, est de 11,7 °C et le cumul annuel moyen de précipitations est de 1 130,6 mm,. Pour l'avenir, les paramètres climatiques de la commune estimés pour 2050 selon différents scénarios d’émission de gaz à effet de serre sont consultables sur un site dédié publié par Météo-France en novembre 2022.

## Urbanisme

### Typologie
Au 1er janvier 2024, Montgibaud est catégorisée commune rurale à habitat très dispersé, selon la nouvelle grille communale de densité à 7 niveaux définie par l'Insee en 2022.
Elle est située hors unité urbaine et hors attraction des villes,.

### Occupation des sols
L'occupation des sols de la commune, telle qu'elle ressort de la base de données européenne d’occupation biophysique des sols Corine Land Cover (CLC), est marquée par l'importance des territoires agricoles (89,5 % en 2018), en augmentation par rapport à 1990 (87,8 %). La répartition détaillée en 2018 est la suivante : 
zones agricoles hétérogènes (73,1 %), prairies (10,1 %), forêts (7 %), terres arables (6,3 %), milieux à végétation arbustive et/ou herbacée (3,5 %).
L'évolution de l’occupation des sols de la commune et de ses infrastructures peut être observée sur les différentes représentations cartographiques du territoire : la carte de Cassini (XVIIIe siècle), la carte d'état-major (1820-1866) et les cartes ou photos aériennes de l'IGN pour la période actuelle (1950 à aujourd'hui).

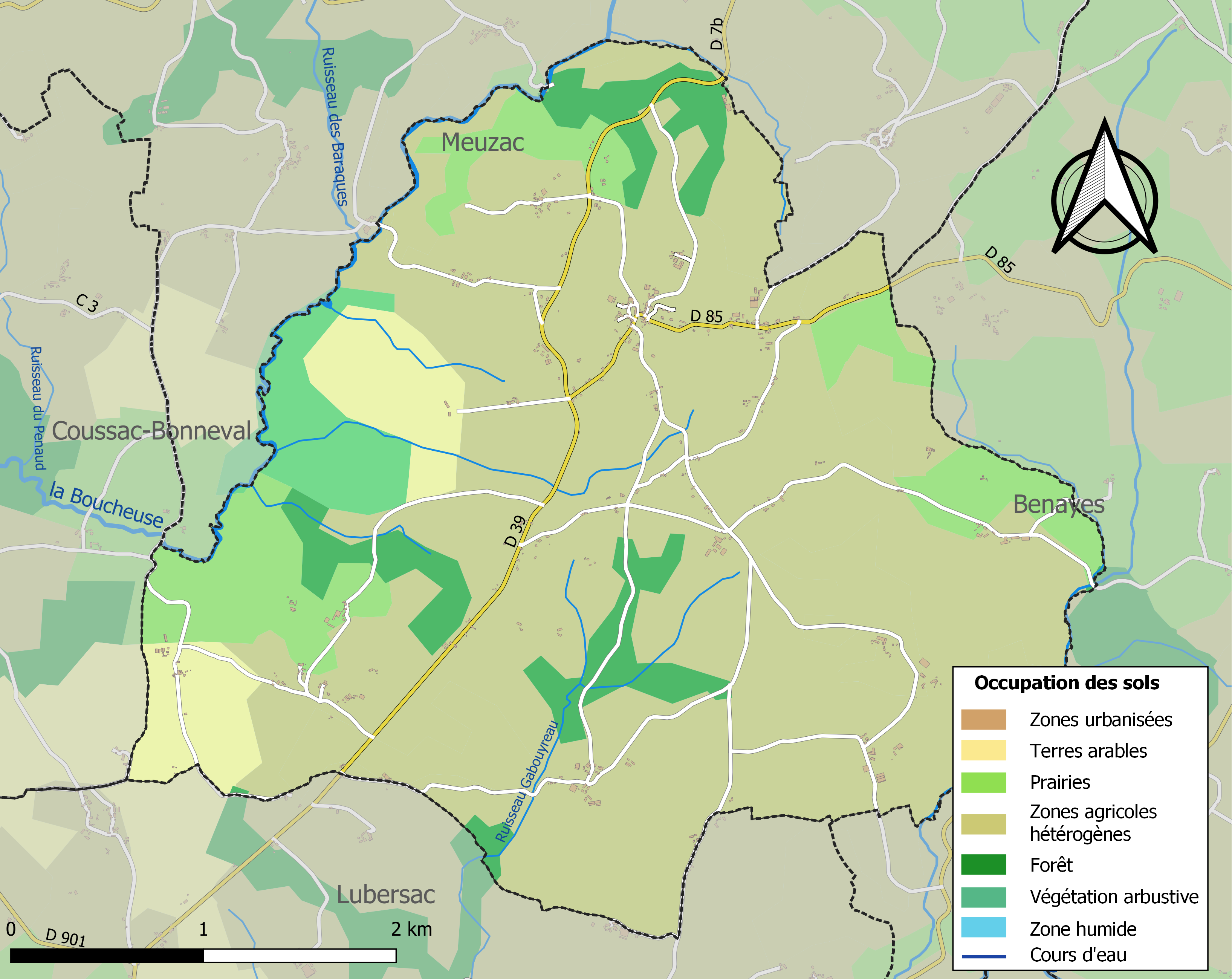
Carte des infrastructures et de l'occupation des sols de la commune en 2018 (CLC).

### Risques majeurs
Le territoire de la commune de Montgibaud est vulnérable à différents aléas naturels : météorologiques (tempête, orage, neige, grand froid, canicule ou sécheresse), feux de forêts et séisme (sismicité très faible). Il est également exposé à un risque particulier : le risque de radon. Un site publié par le BRGM permet d'évaluer simplement et rapidement les risques d'un bien localisé soit par son adresse soit par le numéro de sa parcelle.

#### Risques naturels

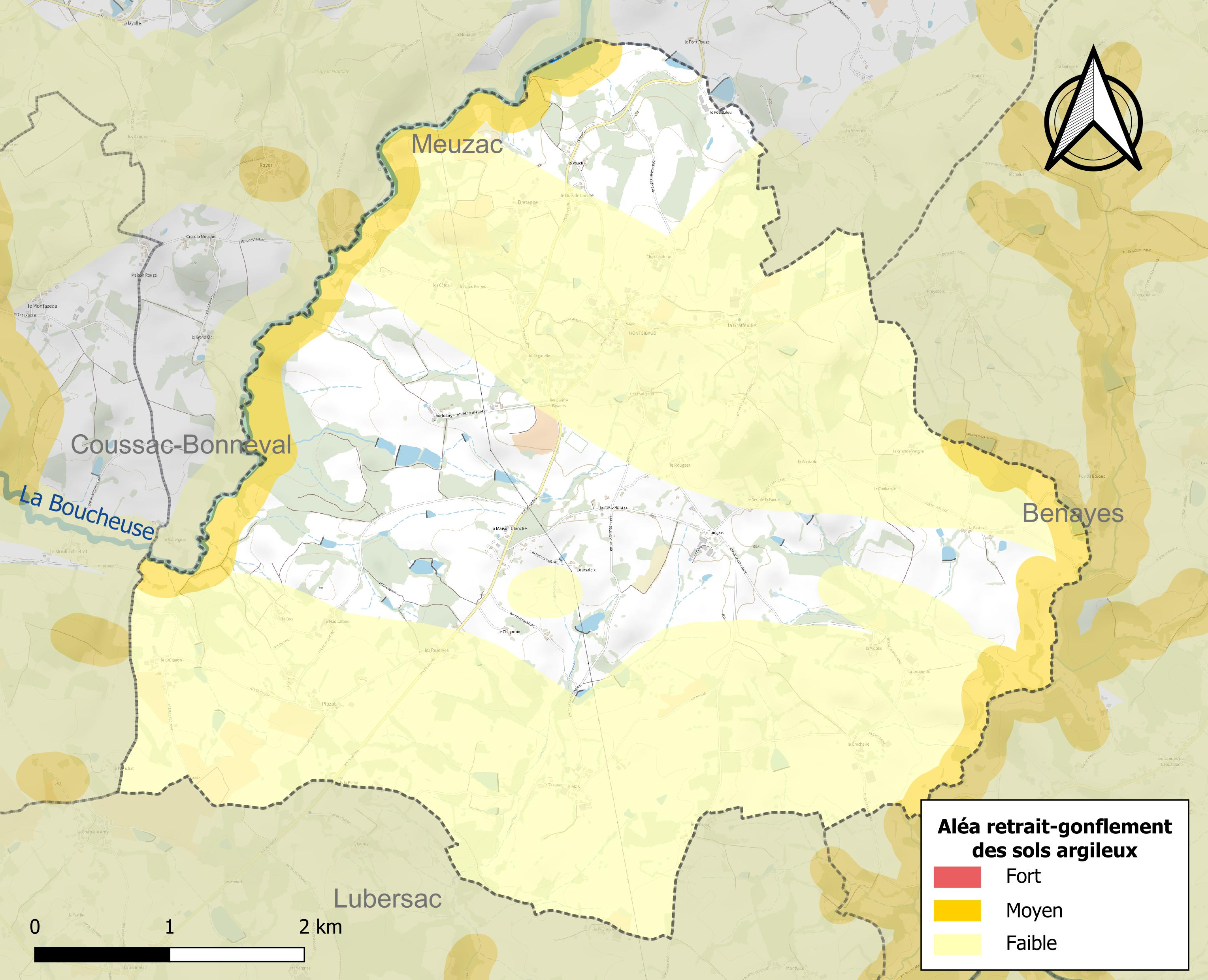
Carte des zones d'aléa retrait-gonflement des sols argileux de Montgibaud.

Le retrait-gonflement des sols argileux est susceptible d'engendrer des dommages importants aux bâtiments en cas d’alternance de périodes de sécheresse et de pluie. 8 % de la superficie communale est en aléa moyen ou fort (26,8 % au niveau départemental et 48,5 % au niveau national). Sur les 171 bâtiments dénombrés sur la commune en 2019, un est en aléa moyen ou fort, soit 1 %, à comparer aux 36 % au niveau départemental et 54 % au niveau national. Une cartographie de l'exposition du territoire national au retrait gonflement des sols argileux est disponible sur le site du BRGM,.
Concernant les feux de forêt, aucun plan de prévention des risques incendie de forêt (PPRIF) n’a été établi en Corrèze, néanmoins le code de l’urbanisme impose la prise en compte des risques dans les documents d’urbanisme. Le périmètre des servitudes d'utilité publique et des zones d'obligation légale de débroussaillement pour les particuliers est quant à lui défini pour la commune dans une carte dédiée. 

#### Risque particulier
Dans plusieurs parties du territoire national, le radon, accumulé dans certains logements ou autres locaux, peut constituer une source significative d’exposition de la population aux rayonnements ionisants. Certaines communes du département sont concernées par le risque radon à un niveau plus ou moins élevé. Selon la classification de 2018, la commune de Montgibaud est classée en zone 3, à savoir zone à potentiel radon significatif. 

## Histoire
L'histoire de la paroisse et des villages du Xe siècle à la Révolution.
L'histoire de la commune de Montgibaud est liée au castrum de Bré (actuelle commune de Coussac-Bonneval) et à l'abbaye d'Aureil. Le castrum se dressait au nord de l'actuel village de Bre sur un piton rocheux dominant la Boucheuse non loin du village de Royer.

Aux XIe, XIIe et XIIIe siècles les membres de l'antique famille de Breno et les chevaliers du castrum firent de nombreux dons à l'abbaye de Vigeois (créé par les Bré) et à l'abbaye d'Aureil.
Une riche famille d'alleutiers - les Las Rasas - firent au XIe siècle d'importants dons de terres à l'abbaye d'Aureil. Umberga Las Rasas donna de nombreuses manses et borderies dépendant de sa villa de Selumnac située non loin de Bré et où se trouve sa maison (domus). Ce don est important, on peut supposer que la dame Umberga se fit moniale et que ce don constitua sa dot. Son frère Petrus compléta ce don  en donnant tout ce qui reste de son alleu depuis le pont de Bré sur la voie Lemovicina jusqu'à la Nouaille. La même année Stephanus Las Rasas donna par amour pour sa fille Pétronille future servante de Dieu, sa borderie de La Nouaille. La villa Selumnac et toutes les terres données se trouvaient dans la paroisse de Meuzac. La villa Selumnac se situait près du pont de Bré, elle est devenue le lieu-dit de Sauvignat situé sur les rives de la Boucheuse. Les Las Rasas dont la villa jouxtait le castrum de Bré n'étaient pas des milites, bien positionnés en terres,  ils semblent plutôt être leurs égaux.
La via Lemovicina reliait l'abbaye Saint-Martial aux vignobles de Voutezac (actuelle Corrèze), elle partait de Limoges, passait par Château-Chervix, enjambait la Boucheuse au pont de Bré, continuait au pied de la colline de la forteresse de Bré, rejoignait Lubersac par la Chapelle-Antie puis Pompadour... L'abbaye possédait des prieurés dans tous ces lieux. La via lemovicina était une sorte de route du vin limousine.
Les dons de terres furent si nombreux que l'abbaye d'Aureil créa à Montgibaud un prieuré-cure. Le prieur de Montgibaud en tant que prêtre assurait un service spirituel mais il était aussi un seigneur foncier au sens médiéval du terme qui possédait de nombreux villages, l'étang de Cherchaud, les moulins des Prêtres (actuel moulin Brûlé) et du Prieur, le village et tènement de La Boulessie. 
Le prieur de Montgibaud officiait avec l'autorisation du curé de Meuzac pour les villages proches de Montgibaud qui relevaient alors de la paroisse de Meuzac : La Joubertie, La Crocherie, la Vidalie et même parfois  pour le village proche de Royer.

## Politique et administration
| Période                                  | Période  | Identité             | Étiquette | Qualité              |
| ---------------------------------------- | -------- | -------------------- | --------- | -------------------- |
| Les données manquantes sont à compléter. |          |                      |           |                      |
| mars 2001                                | mai 2020 | Jean-Louis Chassaing |           | Agriculteur retraité |
| mai 2020                                 | En cours | Alain Marsat         |           | Cadre retraité       |

## Démographie
| 1793 | 1800 | 1806 | 1821 | 1831 | 1836 | 1841 | 1846 | 1851 |
| ---- | ---- | ---- | ---- | ---- | ---- | ---- | ---- | ---- |
| 332  | 355  | 343  | 375  | 447  | 444  | 475  | 554  | 522  |

| 1856 | 1861 | 1866 | 1872 | 1876 | 1881 | 1886 | 1891 | 1896 |
| ---- | ---- | ---- | ---- | ---- | ---- | ---- | ---- | ---- |
| 534  | 449  | 542  | 487  | 533  | 598  | 630  | 613  | 630  |

| 1901 | 1906 | 1911 | 1921 | 1926 | 1931 | 1936 | 1946 | 1954 |
| ---- | ---- | ---- | ---- | ---- | ---- | ---- | ---- | ---- |
| 638  | 654  | 581  | 557  | 511  | 506  | 505  | 420  | 390  |

| 1962 | 1968 | 1975 | 1982 | 1990 | 1999 | 2004 | 2006 | 2009 |
| ---- | ---- | ---- | ---- | ---- | ---- | ---- | ---- | ---- |
| 357  | 324  | 281  | 217  | 216  | 241  | 234  | 232  | 231  |

| 2014 | 2019 | 2022 | - | - | - | - | - | - |
| ---- | ---- | ---- | - | - | - | - | - | - |
| 236  | 235  | 251  | - | - | - | - | - | - |

## Lieux et monuments
- le tilleul de Sully, planté à la demande du premier ministre d'Henri IV, endommagé par la tempête de 1999 ;
- le château de la Joubertie ;
- L'église Saint-Martial, ancien prieuré de l'abbaye d'Aureil.

## Montgibaud dans la littérature
Montgibaud est citée (orthographiée « Mongibaud ») dans le poème d’Aragon, Le conscrit des cent villages, écrit comme acte de Résistance intellectuelle de manière clandestine au printemps 1943, pendant la Seconde Guerre mondiale.

## Personnalités liées à la commune
Louis Texier-Olivier, (1764-1849), haut fonctionnaire et homme politique français, préfet et député.

## Héraldique
| Blason de Montgibaud | Blason  | D'argent à un laurier de sinople mouvant d'un croissant de sable. |
| Blason de Montgibaud | Détails | Le statut officiel du blason reste à déterminer.                  |